# 杀出重围：隐形战争
《杀出重围：隐形战争》是2003年的一款动作角色扮演游戏，为《駭客入侵》系列的第二部作品，由离子风暴开发、藝奪互動发行，面向Microsoft Windows和Xbox平台。游戏玩法结合第一人称射击、隐蔽和角色扮演要素，安排玩家在结合多个城市的枢纽中探索及战斗，以各种方式及灵活的角色定制完成各种任务。角色之间的对话会引发多种反应，其中关键故事点的对话选项会影响某些事件的发生方式。
游戏故事发生在《杀出重围》的20年后，世界因前作的事件陷入战争不断、经济崩潰的“崩塌期”，各大派系趁机攫取权力及影响力。玩家扮演的主角艾利克斯·D在一次恐怖袭击过后从芝加哥撤离到西雅图，不久后卷入一场阴谋的网络之中，见证各大派系争夺世界控制权。除了贯彻系列始终的赛博朋克背景及阴谋论主题，剧情还探讨了恐怖主义。
游戏开发工作在《杀出重围》大获成功后展开，团队计划将游戏系统打造得比原版更加容易上手，同时保留精华。原版设计师哈维·史密斯在本作中担任总监，亚历山大·布兰登和谢尔顿·帕科蒂分别回归担任配乐及场景编剧。部分音乐及配音由摇滚乐团肾脏大盗提供。由于游戏专为PC和Xbox平台开发，设计游戏环境的时候需要始终考虑到平台的机能限制。在后来的采访中，开发团队成员曾质疑他们为作品做的决定。
游戏画面、剧情、玩法及剧情的自由选择性获得好评，但敌人的人工智能系统及PC版的选项设计和问题被指责。到2011年，游戏全球销量突破100万份。媒体与游戏业界人士后来对作品的看法两极分化，部分网站认为作品是《杀出重围》系列最差劲的作品。连番失利之下，离子风暴无法打造第三部《杀出重围》作品，并在2005年关门。第一部游戏的前传《駭客入侵：人類革命》后来由艺夺蒙特利尔开发，2011年发行。

## 游戏玩法

玩家角色亚历克斯·D在游戏的主要地点对付士兵。图中的HUD为测试版，与正式版有所差别。

《杀出重围：隐形战争》是一款融入第一人称射击和隐蔽机制的動作角色扮演遊戲。玩家扮演亚历克斯·D（Alex D）一角，在游戏开头自定义角色性别及总体外观:3。游戏有多种难易程度，从对敌人伤害增加的“容易”级，到敌人健康值增加、子弹数量减少的“真实”级。玩家访问数据立方及全息投影等物件可拓展剧情，推动故事发展。部分物件可以携带或投掷，从小物品到人的尸体:6–8。每个枢纽地区都有非玩家角色向玩家提供各种任务，包括主线剧情任务及每个地区特有的支线任务，玩家可以选择接受或拒绝。完成任务目标的方式有多种，包括匿踪嵌入地区、利用黑客技术打开接入点、发动武装突袭。跟非玩家角色讨论的时候，玩家会得到不同的对话选项，这些选项会影响到对话的进程。
游戏设有各种近战武器和远距武器，有致命的，有非致命的。近战武器包括战斗匕首、警棍和电击设备“电击棒”（stun prod），远距武器包括手枪、霰弹枪、步枪、轻机枪和火箭发射器，其他武器有各种手雷赫尔炸弹:21–24。游戏武器的弹药量以进度条显示，每种枪的弹药数量各不相同。玩家可以用物品或配件自定义枪支，例如安装消音器、让枪无声地射穿玻璃。其他升级能将武器伤害最大化，减少弹药消耗。物品、武器、弹药和配件可通过点数（Credits）购买，这种内置货币可以在游戏环境中收集，或是通过任务赚取。物品包括用来开锁的一次性多用途工具，到补充健康值或能量的罐子:20–21，可以从敌人身上收集，或是在环境或箱子、橱柜等容器中找到:13–15。玩家最多可以携带12样物品，消耗品堆叠在一个槽位中:16。
游戏过程中，玩家可以找到装满纳米石的“生物模组”（biomod）罐子，用来增强角色的身体及心理机能。这种模组有两组，一种是标准版，一种是黑市版，两者可以从环境中找到，或是向特定非玩家角色购买，但不可以放在同一个槽位。玩家需要把这些模组安装在五个不同的槽位中，这些槽位代表着不同的身体部位——“手臂”、“头颅”、“眼睛”、“腿”和“骨骼”:16–20，每个部位有三种亟待玩家激活的增强选项，包括增强力量、增强入侵终端或控制敌人机器人的敏捷度。部分增强功能仅能由标准或黑市版模组激活。能力一旦激活，可以用生物模组进一步增强，也可以把现有的增强能力换下，删掉已选增强能力，换成新的。启用隐身等生物模组能力会消耗玩家的能量:16–20。

## 梗慨

### 背景
《隐形战争》故事的背景设置在2072年，距原作《杀出重围》整整20年。整个游戏系列的剧情发生在赛博朋克的未来，光照会及其分离势力雄伟12（Majestic 12）等秘密组织和阴谋论盛行。在发生在2052年的前作，听命于雄伟12的克隆人主角JC·邓盾（JC Denton）卷入光照会和雄伟12的秘密战争中。挑起双方冲突的实业家鲍勃·佩奇（Bob Page）一开始打算制造疫情，敲诈全球精英，迫使他们转投雄伟12，将自己融入到人工智能赫利俄斯（Helios）之中，以此瓦解光照会，让自己成为统领天下的独裁者:4–7。本作透露的背景故事结合了前作的三大结局路线：JC杀掉雄伟12的领导鲍勃·佩奇，融入赫利俄斯，摧毁Majestic 12在51区的基地，削弱全球通讯网络，最终与光照会联手重建世界秩序:8–9。然而JC的行动导致全球陷入持续战争和经济萧条之中，世人称之为“崩溃期”（Collapse）。之后，主要首都城市自建城邦，以围墙阻隔打造飞地，密切监视人类，但领土扩张被严格限制:8–9。本作故事将在世界各地展开，先从西雅图开始，再到开罗、特里尔和南极洲。《杀出重围》中经常出现的纳米技术增强组件（Augmentations）在本作中名叫“生物模组”。

### 角色和派系
游戏主角“亚历克斯·D”本名亚历克斯·邓盾（Alex Denton），和JC和保罗·邓盾一样，是出自同个程序的克隆人。《杀出重围》的故事发生前不久，亚历克斯在芝加哥成长，就读于邓盾使徒公司（ApostleCorp）旗下组织塔苏斯学院（Tarsus Academy），接受使用生物模组的训练:26–29:8–9, 10–12。玩家在游戏开头需要选择阿历克斯的性别，性别不同，角色与其他人谈话时得到的反应也不同。除了阿历克斯，玩家在游戏过程中还会碰到他的三位同学，包括阿历克斯的挚友比莉·亚当斯（Billie Adams）、身居高位、但容易冲动的里奥·扬科夫斯基（Leo Jankowski），以及里奥的朋友及支援、为人谦逊的克拉拉·斯帕（Klara Sparks）。这几位学员受莱拉·纳西夫（Leila Nassif）监督:26–29。前作角色JC·邓盾、注射生物模组未果后陷入昏迷的邓盾哥哥保罗（Paul）和邓盾兄弟盟友特蕾西·童（Tracer Tong）在本作中回归:8–9, 13–16。亚历克斯在游戏中会遇到不同派别，需要选择加入其一。这些派别对后崩溃时代人类社会发展模式的观点各不相同。其中两大派别负责城市飞地的兴建，一个是未来版的世界贸易组织，负责兴建、维护新出现的城邦，充当着“事实上”政府机构的角色；另一个是“秩序帮”（Order），为融合多种信仰组成的宗教，深受城邦外居民的支持，反对世贸组织的政策。两大派别事实上受光照会控制，分别由光照会成员妮可莱特·杜克莱尔（Nicolette DuClare）和查德·杜米尔（Chad Dumier）领导，后者是反雄伟12战争的退伍老兵:8–9。其他两个派别是前秩序帮领导人萨满（Saman）领导、激进对抗支持使用生物模组组织的圣殿骑士团，以及拥有集体意志的模控增强人邪教奥马尔（Omar）:10–12。

### 剧情
注：游戏主线剧情清晰明瞭，但派别盟友、角色互动等元素受玩家选择影响。游戏设有多个支线剧情和解释，玩家可能碰到或碰不到，取决于他们在游戏中的行动。以下梗慨聚焦于游戏中无法避开的主要剧情线索。
圣殿骑士团在芝加哥发动恐怖袭击，投掷纳米炸弹，将整座城市变成灰色粘质，当地的塔苏斯学院员工及学员大多都没能即使逃到学院在西雅图的基地。西雅图同样遭到恐怖份子袭击后，亚历克斯在比莉的帮助下发现学员正被纳西夫监视，逃出基地，接受塔苏斯、秩序、世界贸易组织和奥马尔指派任务。任务期间，亚历克斯意识到他们的生物模组由使徒公司制造，追着纳西夫从西雅图去到被派系斗争破坏的开罗。亚历克斯的同学在剧情中走了截然不同的道路，比莉最初加入秩序帮，之后转到圣殿骑士团，克拉拉加入世贸组织，里奥不情愿地皈依奥马尔。
亚历克斯定位到纳西夫，了解到他们正按照JC的计划向全球分发生物模组技术，而JC目前因为自己的增强组件和赫利俄斯冲突，无法活动。亚历克斯来到特里尔，利用传送门来到JC位于南极洲的藏身处。在特里尔的时候，亚历克斯遇到童先生，被对方指派去拯救要被骑士团杀掉的关键人物，从中了解到光照会牵涉其中。激活传送门来到南极后，亚历克斯碰到比莉，联手救出JC。JC说自己计划用亚历克斯的生物模组，把全人类连接到赫利俄斯，为建立理想民主社会扫清障碍。亚历克斯被派到开罗，目标是用兼容的生物模组救回保罗。此时亚历克斯会按照杜米尔的命令杀掉保罗，或是把他交给萨曼。
阿历克斯被JC的特工带到自由岛，意识到这个岛属于崩溃期之前的全球通讯网络，每个派别都在用。不管亚历克斯之前做了什么决定，到了这里，要么选择支持其中一个派别，要么在自由岛上杀掉所有领导。如果阿历克斯遵照JC的计划，生物模组就会被分发到世界各地，让赫利俄斯有能力访问所有人的思想，从而统治全人类；选择支持光照会，他们就会使用网络建立全球性大规模监控网络，控制通信和经济；选择加入圣殿，全人类会统一在神權政治社会下，使用生物模组及其他不纯之物会被残酷镇压；在自由岛上杀掉所有派别的领导人，世界大乱，地球变成废土，由奥马尔统治。

## 开发

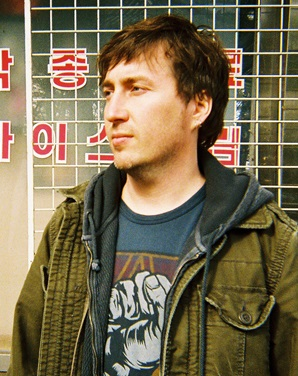
曾任《杀出重围》设计师的哈维·史密斯在本作中担任总监（图片摄于2006年）。

前作大获成功后，本作开发工作由离子风暴开展。原作大部分开发成员回归，渴望讲述全新的剧情，完善原版的游戏玩法。部分参与原版游戏PlayStation 2移植版的新人回归。原版的首席设计师哈维·史密斯获原版总监兼系列创剧人華倫·埃文·史佩特选为本作总监，自己则负责监督本作及公司的其他项目。史密斯很想兼任总监和设计师，但觉得工作量太多，便让里卡多·巴雷当首席设计师。巴雷曾参与原版游戏的后续开发，但缺乏当设计师的经验，只因为符合设计师资格的团队成员不多，才接下这个角色。
游戏配乐由亚历山大·布兰登和托德·西蒙斯负责，布兰登曾参与原版游戏的制作。布兰登创作配乐时以《神偷》系列音乐稀稀拉拉的风格为指导，一改前作的配乐风格。在开发预算大幅度增加的前提下，配音风格也经历了改动，旨在带出更为专业的表现。游戏原声带使用了工業搖滾乐团肾脏大盗专辑《Trickster》的六首歌曲，主唱费·多明格斯（Free Dominguez）还为偶像角色NG·谐振（NG Resonance）配音。多明格斯认为配音工作很有趣。
创作游戏的时候，制作团队的首要目标是打造模仿前作让玩家自由选择的体验，同时给予主流玩家更多定义角色的选项。游戏玩法参考了《创世纪地下世界：斯堤基亚深渊》、《网络奇兵》、《迷宫魔兽》和《神偷：暗黑计划》。考虑到游戏同时为主机和电脑玩家设计，开发团队将导航菜单的数量最小化，保留第一人称射击游戏的核心感觉。设计潜行系统的时候，团队收到来自离子风暴作品《神偷：死亡阴影》开发团队的数据。团队还有参与过当时被认为最优秀的潜行类游戏《汤姆·克兰西之细胞分裂》的员工。原版的增强和技能点升级系统整合到生物模组系统。通用弹药量让玩家无须为不同的枪支搜集不同的弹药。斯佩特说这样改可以让游戏在核心粉丝群体外的玩家中打通销路，除了《隐形战争》和《神偷：暗黑计划》，他们还需要其他玩家群体让游戏盈利。考虑到时间和质量因素，原版游戏中以补丁形式增加的多人游戏模式未出现的游戏中。
剧情以流行的阴谋论、间谍故事及科幻小说为底子。原版编剧谢尔顿·帕科蒂回归，与新人莎拉·佩奇一同担任本作编剧。有别于第一部作品，玩家在本作中可自由选择派别。这样一来，游戏必须以分支剧情为核心，让在过程中给玩家不同的选项，同时保持线性的剧情进度。佩奇估计游戏对白数量超过3万条。游戏副标题“隐形战争”暗指发生在人们周围及内部的看不见的战争。曾参与原版香港剧情线的小组成员建议把原版的所有结局当成连串背景事件。团队选择的故事地点有着不同的风貌，某种程度上说具有地标性，或是与游戏中组织有关联，譬如世界贸易组织和西雅图。南极则参考了约翰·卡本特的电影《突變第三型》。团队认为JC在原版中的作为让他成为影响世界历史的关键人物，不选他当主角，改为打造和JC·邓盾同一根基的新人阿历克斯，从“金字塔底部”开始，迎合当时多数“沉浸式模拟”游戏的这一流行元素。游戏一大主题是探讨恐怖主义的本质，以及如何根据情况将人们归类为恐怖分子或自由战士。
有别于前作专为Windows平台开发，开发团队这次专为主机平台开发，采用他们打造《杀出重围》PS2移植版时的技术。团队选择Xbox平台，认为它内存最大，尽管处理能力和RAM跟电脑比起来小很多，带来了麻烦。考虑Xbox的机能限制，游戏环境大小较前作缩小，但团队希望这些小区域更加密集，打造更多互动元素。打造游戏的时候，团队彻底重建了所有系统，从引擎，到渲染，再到声音。游戏结合虚幻引擎和Havok物理软件。选用虚幻引擎是由多个因素决定，包括团队熟悉这个引擎，希望为PC和主机环境开发游戏。在使用虚幻引擎基本架构的同时，开发团队更换了渲染器、人工智能程序和图像引擎。并入Havok能让实时物理“更为丰富”，其中人工智能程序能作出比原版游戏更多的反馈，譬如发现骚乱、搜索环境、呼叫增援。
早在2001年，游戏续集就通过艺夺招聘设计师的广告公开。同月晚些时候在2001年电子娱乐展上，艺夺确认《杀出重围》第二部作品和《神偷》系列续作先登陆主机，再登陆PC，理由是主机的机能限制能让之后移植到PC的工作更加有效率。艺夺后来在2002年电子娱乐展确认续作，登录平台包括PC、Xbox和PS2。后来有消息指离子风暴在将游戏移植到PS2平台时遇到了困难，不愿意解决问题，考虑到三个平台的硬件差异巨大。游戏发布后，PS2版确认会开发。宣传期间，游戏原声带在官方网站开放下载。演示版于2003年11月发布。游戏于2003年12月2日登陆北美。北美发行后，离子风暴发布补丁，解决图像问题，增加快速存档等游戏功能。2004年3月5日，游戏在欧洲发行。Xbox版也在日本发行。游戏于2004年3月首次公开，6月17日发行。

## 发行

### 销售
游戏在英国销售首周位列销量榜第三位，成绩相当可观。2005年4月，艺夺发布财报，表示《隐形战争》自发行以来售出50万到100万份，是他们最成功的一部作品。截至2011年4月，游戏全球销量超120万份，超越原作。

### 专业评价
| 汇总媒体   | 得分               | 得分               |
| 汇总媒体   | Xbox               | PC                 |
| ---------- | ------------------ | ------------------ |
| Metacritic | 84/100（50条评论） | 80/100（44条评论） |

| 媒体           | 得分   | 得分   |
| 媒体           | Xbox   | PC     |
| -------------- | ------ | ------ |
| 电脑与电子游戏 | 8/10   | 8.6/10 |
| Eurogamer      | 8/10   | 不适用 |
| Game Informer  | 9/10   | 9.5/10 |
| GamePro        | 5/5    | 5/5    |
| GameSpot       | 8/10   | 8/10   |
| IGN            | 9/10   | 9/10   |
| 官方Xbox杂志   | 9.1/10 | 不适用 |
| PC Gamer美国   | 不适用 | 92%    |

《电脑与电子游戏》认为游戏PC版和主机版玩起来都有趣，但游戏环境及玩法没有继承前作，体验感减少。Eurogamer的罗伯·法海（Rob Fahay）尽管认为作品很“优秀”，但对第一部作品某些方面的注重超过了其他方面，使作品处于劣势。《Game Informer》的亚当·比森纳（Adam Biessener）和贾斯汀·利珀（Justin Leeper）分别评价了PC版和Xbox版，赞扬游戏选择多样性，剧情和配音质量客观，两者为科幻类游戏树立了典范。《GamePro》赞扬剧情引人入胜，配音全面，玩家选择数量多，目标完成方式多种多样。
GameSpot的评价了两个版本，赞扬游戏有野心，各个方面表现出色，但觉得大家会注意到剧情传递及玩法架构上的错误。他将这款游戏总结为“值得一玩的优秀原创体验”。IGN的斯蒂夫·巴茨（Steve Butts）表示游戏虽然有些人认为游戏系统对休闲玩家做出了太多的让步，但做得还是很好，很享受，赞扬开发人员进行大刀阔斧的改革。《官方Xbox杂志》的莱恩·麦考菲（Ryan McCaffrey）认为游戏是“非常精彩的角色扮演游戏”，剧情、玩法自由度和物理效果获认可，尽管长度短。《PC Gamer》评论基隆·吉伦赞扬游戏选择多样，但生物模块升级系统等元素无演化，认为没有部分元素没有直接从《杀出重围》继承下来会玷污人们对作品的认知。
游戏剧情及玩法的多样化获得普遍赞扬，尽管也有声音认为部分地点缺乏剧情，玩法收到其他因素阻碍，包括生物模块升级系统的局限性及有限的环境大小。AI也经常被指表现糟糕。Xbox的表现及图像获赞，尽管部分评论人注意到掉帧等技术问题。PC版也不断被指存在帧率及控制方面的问题，只有性能强大的机器能完美运行，觉得游戏是因为要在Xbox平台运行而缩小。

### 奖项
麦考菲在评论将游戏选为“编辑之选”（Editor's Choice）。在美国国家电子游戏产业研究院2003年的颁奖典礼上，游戏获“最佳角色设计”、“最佳照明/纹理”奖提名。在2004年的游戏开发者选择奖上，帕科蒂和佩奇获提名“优秀编剧”奖。在同年的互动艺术与科学学会奖赏，游戏或提名“年度电脑角色扮演游戏”及“年度主机平台第一人称射击动作游戏”奖提名。

## 影响
后人评价本作是《杀出重围》系列最差的主线作品，不及前作及后来的作品。IGN的布莱恩·阿尔伯特（Brian Albert）回溯系列历史时，认为技术缺陷及科幻画风妨碍游戏获得和原版相当的关注度。VideoGamer.com的尼昂·凯利（Neon Kelly）认为游戏设计存在争议，譬如玩法和以主机平台为中心的架构，“在很多人看来都是失望之作”。
在回顾的时候，部分人觉得游戏跟广受好评的原版比起来让人失望。Kotaku的希瑟·亚历山德拉（Heather Alexandra）和《PC Gamer》的理查德·科贝特（Richard Cobbett）认为游戏本身不糟糕，但没有紧跟《杀出重围》系列的传统，与品牌背道而驰。为Eurogamer回顾这款游戏时，特里斯坦·多诺万（Tristan Donovan）认为游戏“未来注定要活在之前、现在、后来的游戏中的阴影”，尽管有足够能被认为是《杀出重围》系列作品的元素。
开发团队成员也公开谈到自己在游戏中的工作。斯佩特公开表示后悔在开发初期阶段听取焦点测试人员的意见，转变了游戏的设定。布伦丹认为声效存在不足之处，觉得更专业的配音和稀松的音乐风格与《杀出重围》系列格格不入。史密斯在多个采访中对游戏设计方面的决定感到失望，尽管自己还是很喜欢这部作品。与斯佩特在德克薩斯大學奧斯汀分校的讲座中对话时，史密斯提到自己对游戏开发工作的看法：
|  | 我觉得我们把技术管理搞砸了。我们团队的默契很差，我们把渲染器写错了，把AI写错了，太早推出了。剧情更差，真的是糟糕。感觉更像是前进的时候没意识到自己当时破坏了许多让《杀出重围》变得伟大的东西。 |

### 未来游戏
游戏发行后，发行商几次想推出第三部《杀出重围》作品，即便是在斯佩特和史密斯离开离子风暴后。后续项目主要有两个，一部是《杀出重围：人类起义》（Deus Ex: Insurrection），与《隐形战争》采用同一引擎，但机制截然相反；一部是《杀出重围3》，按计划是开放世界游戏，采用分支路线。后来员工纷纷出走，财务状况陷入困境，第三部作品的前期开发陷入停顿，工作室东家艺夺互动也在2005年关门歇业。原计划在《人类起义》之后推出的《杀出重围》第四部作品《杀出重围：部落大战》（Deus Ex: Clan Wars）原本由晶体动力单独开发，后更名为《雪盲计划》。这意味着《隐形战争》是离子风暴关门前开发的最后一部《杀出重围》作品。
2007年，《杀出重围》新作由新成立的艺夺蒙特利尔负责，为系列的前传和重启之作，意在复兴《杀出重围》系列。游戏在开发工作启动后不久公开，2011年以《駭客入侵：人類革命》之名发行，口碑销量双丰收。《人类革命》的续集《駭客入侵：人類岐裂》2016年发行，与《人类革命》的其他后续作品一道列入“杀出重围宇宙”，借助游戏和其他媒体扩展系列的世界。